# Fergusonite-(Ce)
La fergusonite-(Ce) (simbolo IMA: Fgs-Ce) è un minerale appartenente al gruppo della fergusonite della famiglia degli "ossidi" con composizione chimica CeNbO4

## Origine e giacitura
Il minerale deve il suo come a Robert Ferguson (8 settembre 1769 – 3 dicembre 1840), politico e collezionista di minerali scozzese, e alla sua stretta relazione con la fergusonite-(Y), di cui costituisce una variante cerio-dominante.

## Classificazione
Nella nona edizione della sistematica dei minerali secondo Strunz, la fergusonite-(Ce) è elencata nella classe "7. Solfati (selenati, tellurati, cromati, molibdati, tungstati)" e da lì nella sottoclasse "7.G Molibdati, Tungstati e Niobati"; questa è ulteriormente suddivisa in base alla composizione del minerale in modo che esso possa essere trovato nella sezione "7.GA Senza anioni aggiuntivi o H2O" dove forma il sistema nº 7.GA.05 insieme a fergusonite-(Y), fergusonite-(Nd), powellite, scheelite, stolzite e wulfenite.
Nella Sistematica dei lapis (Lapis-Systematik) di Stefan Weiß, la fergusonite-(Ce) si trova nella classe degli "ossidi" e nella sottoclasse degli "ossidi con rapporto metallo:ossigeno = 1:2 (MO2 e composti correlati)" dove forma il sistema nº IV/D.24 insieme a takanawaite-(Y), iwashiroite-(Y), clinofergusonite-(Y), clinofergusonite-(Ce), clinofergusonite-(Nd), fergusonite-(Y), fergusonite-(Nd), formanite-(Y) e raspite.
Nella classificazione dei minerali secondo Dana, usata principalmente nel mondo anglosassone, la fergusonite-(Ce) è elencata nella classe "ossidi multipli con Nb, Ta e Ti" e da lì nella sottoclasse "ossidi multipli con Nb, Ta e Ti con la formula ABO4" dove forma il "gruppo della fergusonite" con il sistema nº 08.01.01 insieme a fergusonite-(Y), fergusonite-(Nd) e formanite-(Y).

## Abito cristallino
La fergusonite-(Ce) cristallizza nel sistema tetragonale nel gruppo spaziale I41/a (gruppo nº 88) con i parametri reticolari a = 5,17 Å e c = 5,30 Å e con 2 unità di formula per cella unitaria.

## Modificazioni e varietà
La clinofergusonite-(Ce) (simbolo IMA: Fgs-Ce-β) è un minerale dimorfo della fergusonite-(Ce); essa si forma nello skarn intorno al marmo derivato dalla carbonatite dolomitica. Cristallizza nel sistema monoclino nel gruppo spaziale B2/m con i parametri di cella a = 5,19 Å, b = 11,34 Å, c = 5,48 Å e
β = 84,95°. Inizialmente era stata nominata fergusonite-β-(Ce) e successivamente β-fergusonite-(Ce), ma il nome è stato cambiato dall'IMA nel 2022 introducendo il prefisso clino, come richiamo alla sua struttura cristallina.
Nella classificazione Nickel-Strunz la clinofergusonite-(Ce) è nel sistema 4.DG.10, ossia nella classe "4.ossidi (idrossidi, V[5,6] vanadati, arseniti, antimoniti, bismutiti, solfiti, seleniti, telluriti, iodati)" e da lì nella sottoclasse "D: Metallo: Ossigeno = 1:2 e composti correlati"; da qui è smistata nella sezione "G: con cationi grandi (+- medi); catene di ottaedri che condividono i bordi".

## Origine e giacitura
La fergusonite-(Ce) è stata trovata in carbonatiti preso il massiccio di Novopoltavsk Russia e in uno skarn ricco di magnesio della zona di contatto granitica esterna di un marmo dolomitico derivato da carbonatite a Bayan Obo (in Cina, nella Mongolia Interna).
La si trova associata a magnetite, flogopite, grafite, clorite, quarzo, pirite, columbite, allanite,
bastnäsite-(Ce), parisite-(Ce), apatite, uranpirocloro, aeschynite-(Ce), fersmite, monazite, calcite e dolomite.
Il minerale è abbastanza raro ed è stato rinvenuto in poche località sparse per il mondo.
Sempre in Cina la fergusonite-(Ce) è stata trovata anche nella prefettura di Nanping, mentre in Russia negli oblast' di Chelyabinsk e Irkutsk.
In Italia il minerale è stato rinvenuto solo a Ercolano (in Campania); altri siti "singoli" sono, per citarne alcuni: la prefettura di Ibaraki (Giappone); nel distretto di Ząbkowice Śląskie (Polonia); nella municipalità locale di Moses Kotane (Sud Africa); a Las Palmas de Gran Canaria (Isole Canarie); nella contea di Pulaski (Arkansas, Stati Uniti).